# Velora ciliata
Velora ciliata là một loài bọ cánh cứng trong họ Cerambycidae.